# Cyrille Courtin
Cyrille Courtin, né le 10 novembre 1971 à Fontenay-le-Comte, est un entraîneur et footballeur français, ayant joué au poste de défenseur central. 
Il a joué dans trois clubs : Niort, Beauvais et Grenoble. Il a également fait un passage au Mans mais il a résilié son contrat au bout de quelques mois.
Il a disputé un total de 285 matchs en Ligue 2.

## Biographie

### Carrière en clubs
- 1991-1997 :  Chamois Niortais FC (166 matchs et 8 buts en Ligue 2)[1],[2]
- 1997-1999 :  AS Beauvais (71 matchs et 6 buts en Ligue 2)[1]
- 1999-2003 :  Grenoble Foot 38 (48 matchs et 1 but en Ligue 2)[1]

Il s'illustre avec Grenoble en marquant le but de la victoire contre le FC Barcelone en 2002 (victoire 1-0).

### Carrière d'entraineur
En 2019, il est entraineur de l’équipe féminine jeune de l’Orée de l’Autize.

## Palmarès
- Champion de National en 2001 avec Grenoble